# Démographie de la Moldavie
Cet article traite de la démographie de la république de Moldavie. Pour la démographie de la Moldavie roumaine, voir Démographie de la Roumanie.
La démographie de la république de Moldavie a longtemps été caractérisée par une forte natalité, aujourd'hui en baisse, par une forte densité de population (une des plus fortes de l'ancienne URSS - Jacques Fournier parlait de compétition de natalité entre autochtones et colons) et par un fort taux d'expatriations, certaines voulues (le travail autre qu'agricole manquait), d'autres subies (la politique soviétique visant à réduire le pourcentage de Moldaves et à augmenter celui des Slaves). Aujourd'hui, les traces de ce passé sont visibles dans la structure démographique du pays, tandis que l'expatriation économique (principalement des Moldaves, souvent moins qualifiés et donc moins payés) se poursuit.

## Population
La république de Moldavie (hors la « république moldave du Dniestr » autoproclamée, dite Transnistrie) compte 3 388 000 habitants, selon le recensement de 2004, en baisse de 208 000 habitants (pour la plupart, expatriés) par rapport à 1989. Au total, on peut supposer que la population de la république de Moldavie, atteint en 2005 un peu moins de 3 455 000 habitants.
Le recensement de 2014 montre que la population est passé à 2,9 millions d'habitants, hors Transnistrie et en incluant les citoyens habitant à l'étranger. La population est encore à majorité rurale. Alors que Chișinău a perdu 90 000 habitants et ne compte plus que 500 000 habitants.

## Composition ethnique

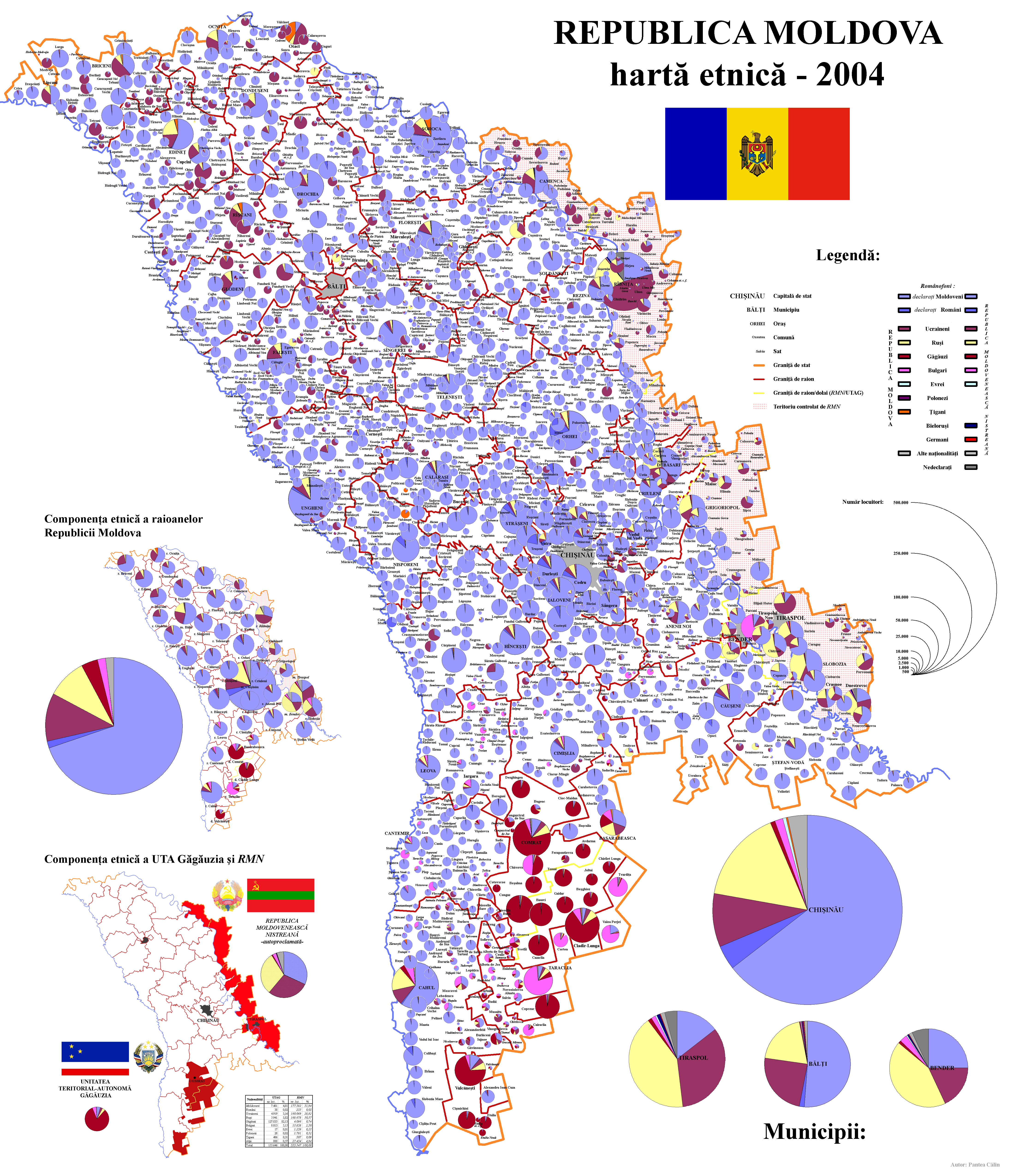
Carte du recensement de 2004 en république de Moldavie : Romanophones : violet clair déclarés Moldaves, violet foncé déclarés Roumains ; Slavophones : marron Ukrainiens, jaune Russes, rose Bulgares, pourpre Polonais ; Autres : rouge Gagaouzes, bleu Juifs, orange Roms et gris autres nationalités.

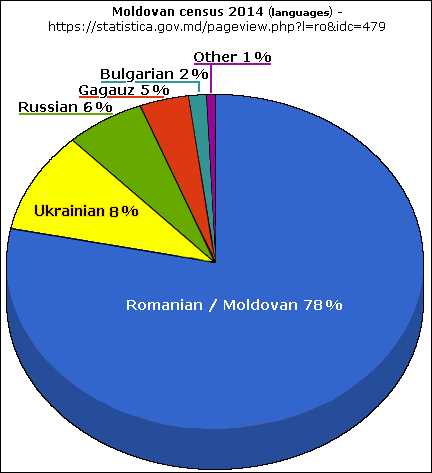
Diagramme des langues usuelles au recensement de 2014.

| Groupe ethnique | 19591     | 19591     | 19702     | 19702     | 19793     | 19793     | 19894     | 19894     | 20045     | 20045     | 20145      | 20145      |
| Groupe ethnique | Nombre    | %         | Nombre    | %         | Nombre    | %         | Nombre    | %         | Nombre    | %         | Nombre     | %          |
| --- | --------- | --------- | --------- | --------- | --------- | --------- | --------- | --------- | --------- | --------- | ---------- | ---------- |
| Moldaves8 | 1 886 566 | 65,4      | 2 303 916 | 64,6      | 2 525 687 | 63,9      | 2 794 749 | 64,5      | 2 742 231 | 69,6      | 2 068 058  | 75,1       |
| Roumains8 | 1 663     | 0,1       | 1 581     | 0,0       | 1 657     | 0,0       | 2 477     | 0,1       | 73 529    | 1,9       | 192 800    | 7,0        |
| Ukrainiens | 420 820   | 14,6      | 506 560   | 14,2      | 560 679   | 14,2      | 600 366   | 13,8      | 442 475   | 11,2      | 181 035    | 6,6        |
| Gagaouzes | 95 856    | 3,3       | 124 902   | 3,5       | 138 000   | 3,5       | 153 548   | 3,5       | 151 596   | 3,8       | 126 010    | 4,6        |
| Russes | 292 930   | 10,2      | 414 444   | 11,6      | 505 730   | 12,8      | 562 069   | 13,0      | 369 896   | 9,4       | 111 726    | 4,1        |
| Bulgares | 61 652    | 2,1       | 73 776    | 2,1       | 80 665    | 2,0       | 88 419    | 2,0       | 79 520    | 2,0       | 51 867     | 1,9        |
| Roms | 7 265     | 0,3       | 9 235     | 0,3       | 10 666    | 0,3       | 11 571    | 0,3       | 12 778    | 0,3       | 9 323      | 0,3        |
| Juifs | 95 104    | 3,3       | 98 062    | 2,7       | 80 124    | 2,0       | 65 799    | 1,5       | 4 867     | 0,1       | 1 600      | 0,05       |
| Polonais | 4 783     | 0,2       | 4 899     | 0,1       | 4 961     | 0,1       | 4 739     | 0,1       | 4 174     | 0,1       | 1 400      | 0,05       |
| Autres | 17 838    | 0,6       | 31 498    | 0,9       | 41 587    | 1,1       | 51 623    | 1,2       | 57 613    | 1,5       | 10 900     | 0,5        |
| Total | 2 884 477 | 2 884 477 | 3 568 873 | 3 568 873 | 3 949 756 | 3 949 756 | 4 335 360 | 4 335 360 | 3 938 679 | 3 938 679 | 2 998 2355 | 2 998 2355 |
| 1 Source: . 2 Source: . 3 Source: . 4 Source: . 5 Source: . 8Les roumanophones citoyens de la Moldavie, comme ceux d'Ukraine, peuvent au choix se déclarer « Moldaves » ou « Roumains » (ce qui suscite des confusions avec les citoyens roumains vivant en Moldavie, et des controverses politiques). |           |           |           |           |           |           |           |           |           |           |            |            |

## Recensements comparés
Selon les différents recensements,
- en 1970 : 69 % des habitants de la Moldavie ont déclaré que le moldave (nom du roumain en URSS) était leur langue maternelle.
- en 1989 : il y avait 88 419 Bulgares en république de Moldavie.
- en 1992 : 4 305 immigrants vers Israël depuis la république de Moldavie constituaient 7,1 % des immigrants ex-soviétiques vers Israël cette année-là. Simultanément, 60 % des achats de terrains et d'immeubles par des étrangers en Moldavie étaient le fait de citoyens israéliens.
- en 2004 : il y avait 65 072 Bulgares selon le recensement.
- en 2006 : 79 % des roumanophones usuels de Moldavie ont déclaré leur langue « moldave » (dont 63 % l'ont déclarée comme langue maternelle), et 2,2 % l'ont déclarée « roumaine » ; 27 % on déclaré le russe ou l'ukrainien comme langue maternelle, et 100 % ont déclaré pouvoir comprendre et parler le russe, « langue de communication inter-ethnique » (язык межнационального общения, limba de comunicare interetnică).

## Historique du peuplement
Sources,
L'implantation humaine date du paléolithique, mais, en dehors des vallées des principaux cours d'eau (Prut, Răut et Dniestr), elle a été sporadique en raison du climat (périodes de sécheresse pluriannuelle) et d'invasions venues des steppes de l'est (peuples de cavaliers nomades). Les deux phénomènes sont d'ailleurs liés. La végétation aussi a évolué selon ces aléas : lors des périodes plus humides à peuplement sédentaire, les forêts (codri), les prés (pășuni) et les cultures (ogoare) progressaient, tandis que lors des périodes sèches à passage de peuples nomades, c'étaient les steppes à chardons. À chaque période sèche, les populations autochtones, à commencer par les Gétodaces et parmi ceux-ci, les Carpiens (qui ont laissé leur nom aux Carpates) et en finissant par les roumanophones actuels, se sont réfugiées sur les piémonts des Carpates orientales ou dans le Codru (plus arrosés en raison de leur altitude), puis, les pluies revenues, ont repeuplé le pays en creusant des puits et en refondant des villages et des villes, tout en assimilant au passage les minorités installées lors des invasions.
L’avant-dernière grande invasion ayant dépeuplé le pays (mentionné comme loca deserta ou terra sine incolis sur les cartes de l’époque) fut celle des Tatars/Mongols au XIIIe siècle, puis le repeuplement moldave s'est effectué au XIVe siècle, conclu par l’unification des petits voïvodats en une Principauté de Moldavie.
La dernière, au XIXe siècle et XXe siècle, est la seule à ne pas être due à des causes climatiques mais politiques : l’annexion russe de 1812 et surtout l’annexion soviétique de 1940 et la Seconde Guerre mondiale se sont traduites par la déportation-disparition de près d’un demi-million d'habitants (soit un sixième des habitants : déportation stalinienne des Moldaves, rapatriement forcé des populations germaniques, Shoah), qui cette fois n'ont pas été remplacés par des autochtones redescendus des Carpates ou du Codru, mais par des colons venus de toute l’URSS (mais surtout de Russie et d’Ukraine) dont les descendants forment aujourd'hui près d'un tiers de la population du pays.
L'urbanisation moderne a commencé sous le régime impérial russe avec la construction des chemins de fer et de villes nouvelles, à larges rues et plan en damier, à côté des anciennes bourgades moldaves serrées autour de leurs vieilles forteresses ou de leurs églises fortifiées. En l'absence d'exode rural au XIXe siècle, le peuplement de ces villes nouvelles s'est surtout fait à partir du reste de l'Empire russe ou même à partir de la Galicie autrichienne, avec d'importantes populations russes, arméniennes, polonaises, juives et grecques. Au XXe siècle elle s'est ralentie à l'époque du royaume de Roumanie, avec un début d'exode rural, pour reprendre massivement sous le régime soviétique, avec deux sources de peuplement : d'une part un exode rural croissant lié à l'industrialisation, d'autre part l'immigration des colons non-moldaves, sources qui font aujourd'hui des villes moldaves des cités bilingues roumain-russe. Les principales sont : Chișinău (en russe Кишинев = Kichinev), Bălți (en russe Бэлць = Beltsy), Tighina (Бендерь = Bender) et Tiraspol (Тирасполь).

## Structure ethnique
Sur l'ensemble des habitants actuels de la république de Moldavie, 3,3 millions sont roumanophones (77 %), 450 000 sont ukrainiens (10 %), 340 000 sont russes (8 %), un peu plus de 100 000 sont gagaouzes (2,3 %) et presque 100 000 sont des minorités plus petites (roms, bulgares, juifs, tatars, etc.). Ces chiffres correspondent aux revendications de ces communautés ethniques.
La région est aux limites de deux aires linguistiques : celle latine de la majorité roumanophone (qui a eu le choix de se déclarer Moldave ou Roumaine) et celle slave où dominent les minorités russe et ukrainienne. Cette situation s'est instaurée depuis 1812, année où l'Empire russe occupe la Moldavie orientale à la suite d'un traité avec l'Empire ottoman. Au brassage de cultures et aux vagues migratoires se sont ajoutées au XXe siècle les tragédies de la déportation organisée contre les Roms et les Juifs par le régime Antonescu (le « Pétain roumain » comme il se qualifiait lui-même) et contre les roumains par l'URSS qui a également intensifié la colonisation russe. Le recensement ne tient pas compte du fait que la quasi-totalité des roumanophones et une fraction des slavophones, soit 70 % de la population, est bilingue (roumain – russe), 30 % seulement étant unilingues (roumain seul ou, plus souvent, russe ou ukrainien seul). C'est pourquoi, selon les recensements et les auteurs, depuis 1910, la proportion de la majorité moldave roumanophone varie de 56 % à 79 %.
Avant les bouleversements démographiques de la Seconde Guerre mondiale et de l'après-guerre, la population était constituée de Moldaves roumanophones, de Ruthènes ukrainiens, de Russes blancs, de Bulgares, d'Allemands de Bessarabie, de Gök-Oguz ou gagaouzes, de Grecs, d'Arméniens et de Juifs ashkénazes. Les roumanophones pouvaient alors se définir à la fois comme Roumains (appartenance culturelle et linguistique) et comme Moldaves (appartenance géographique). Aujourd'hui, par l'application des articles 12 et 13 de la Constitution moldave, ils doivent choisir de se définir soit comme Roumains soit comme Moldaves, mais s'ils font le premier choix, ils sont considérés comme une minorité nationale dans leur propre pays. Selon Moldpres, seuls 2,2 % se sont déclarés roumains, tandis que 8 % des citoyens se déclarent ukrainiens, 5,9 % russes, 4,4 % gagaouzes (population turcophone chrétienne), et la très grande majorité (près de 80 %) se désignent comme « moldaves » (aux recensements précédents, les roumanophones oscillaient entre 63 et 67 %). Il semblerait donc, à la grande satisfaction du gouvernement communiste au pouvoir jusqu'en 2009 (l'ancien président Voronin est lui-même un ukrainien, ancien membre du PC de l'URSS), que la très grande majorité des roumanophones et une partie des slavophones aient choisi de se déclarer de « langue moldave » : un exemple qui, transposé à la Belgique par exemple, donnerait 99 % de locuteurs de la « langue belge » parmi les Wallons, et 20 % parmi les Flamands. Ces résultats ne concernent pas la « république » Pridniestréenne ou Transnistrie.

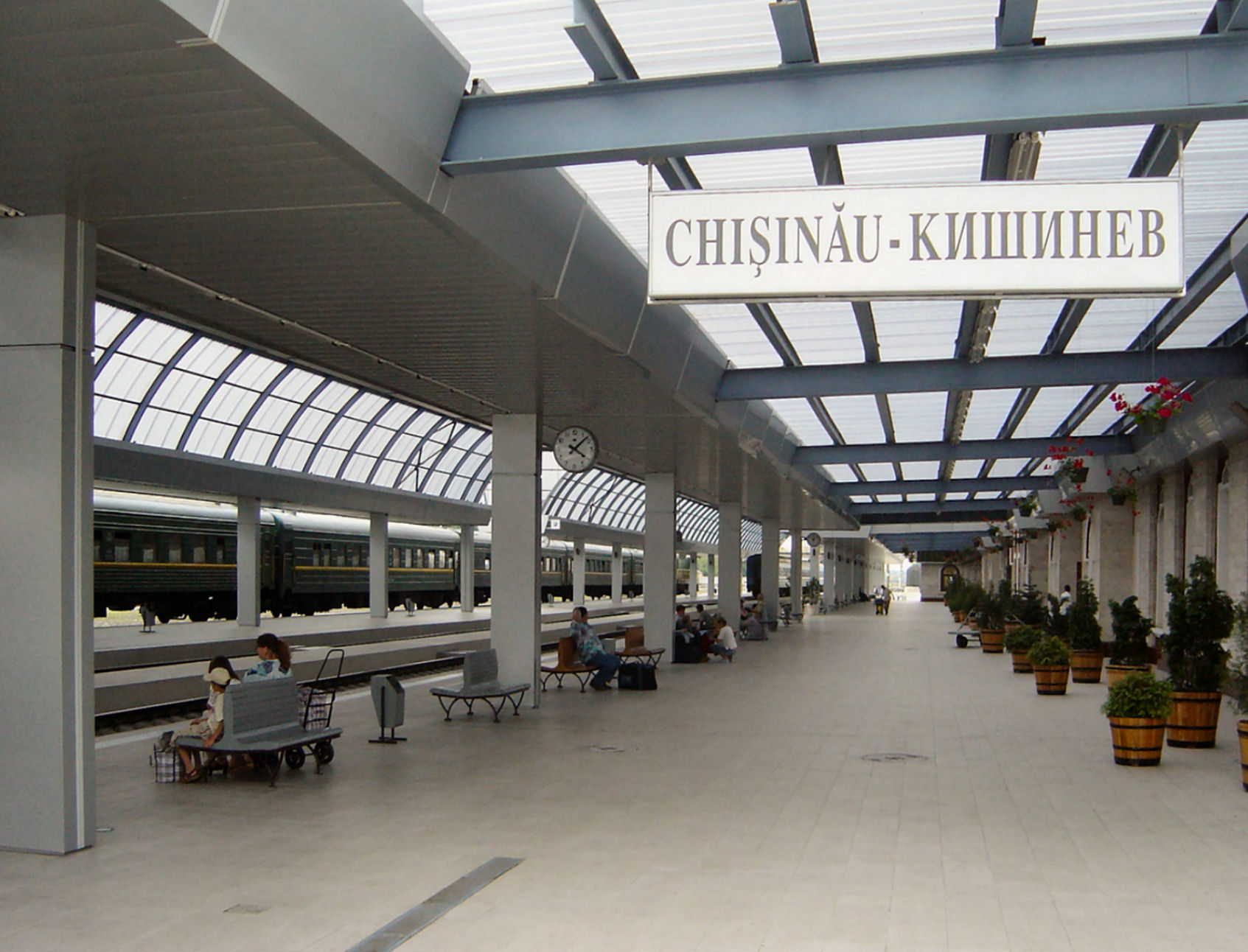
Inscription bilingue en gare de Chișinău.

Si le critère linguistique semble prêter à une grande confusion à cause des choix politiques, celui ethnique est un peu plus clair : les ethnologues estiment que les Moldaves (c'est-à-dire l'ensemble des citoyens de la République, selon le droit du sol qui est aussi le droit international) sont, selon leurs traditions populaires, leurs coutumes, la toponymie de leurs villages, l'identité qu'ils revendiquent eux-mêmes en privé et l'histoire de leurs familles et de leurs terroirs : pour 3 millions des Roumains, pour 250 000 des Ukrainiens, pour 120 000 des Gök-Oğuzs, pour 120 000 des Russes, et plusieurs milliers de Bulgares, Polonais, Juifs, Tatars, Roms… Dans la république séparatiste de Transnistrie vivent environ 250 000 Russes, 220 000 Ukrainiens, 177 635 Roumains et des minorités plus petites.

## Émigration
Selon des chiffres officieux[réf. nécessaire], environ un quart de la population active a émigré à l'étranger (Pays d'Europe occidentale principalement, Russie et Ukraine) soit un taux migratoire net de -25 %. Les roumanophones choisissent surtout la Roumanie, l'Italie, l'Espagne et le Portugal, les slavophones surtout les pays ex-soviétiques, la Pologne et l'Allemagne. Par ailleurs, environ 150 000 citoyens moldaves ont également obtenu le citoyenneté roumaine et/ou russe ou ukrainienne.
Le film documentaire autrichien Mama Illegal de Ed Moschitz, sorti en 2011, traite de l'émigration moldave.